# Shakan Strait
De Shakan Strait is een zeestraat in de Alexanderarchipel in de Alaska Panhandle in het zuidoosten van Alaska in de Verenigde Staten.

## Geografie
De zeestraat ligt ten zuiden van het noordwestelijk deel van Prins van Waleseiland en ten noorden van Kosciusko Island. Het noordwesten ligt het kleinere Hamilton Island. In het westen mondt ze uit op de Shakan Bay, in het oosten staat ze in verbinding met de El Capitan Passage.
Het waterlichaam ligt in de mariene ecoregio Noord-Amerikaans Pacifisch Fjordland.

## Geschiedenis
In 1883 werd de naam gepubliceerd door de United States National Geodetic Survey.